# 西濃桃李高等学校
西濃桃李高等学校（せいのうとうりこうとうがっこう）は、岐阜県大垣市にある私立高等学校。

## 概要
- 学校法人福田学園が運営する通信制の高等学校であり、不登校、いじめ等で全日制高校への進学をあきらめた子どもを主な対象とする[1]。
- 通信制普通科（単位制）である。全日制登校コースとして週5日制（特進コース）、週3日制（進学コース）、週1日制（週1日コース）がある他、在宅コースとして月2日通学の通信制基本コースと年間10日通学の集中スクーリングコースがある。
- 通信制高等学校サポート校の桃李国際高等学院が前身であり、校舎は桃李国際高等学院大垣校[2]が転用されている。桃李国際高等学院は各務原市那加門前町1-31に桃李国際高等学院各務原校[3]も設置していた。

## 沿革
- 2018年（平成30年）
  - 3月 - 設置の認可を受ける。
  - 10月 - 開校。

## アクセス
- JR東海東海道本線・樽見鉄道樽見線・養老鉄道養老線大垣駅より徒歩12分
- 養老鉄道養老線西大垣駅より徒歩10分